# ソウル交通公社1号線
ソウル交通公社1号線（ソウルこうつうこうしゃいちごうせん）は、大韓民国ソウル特別市中区にあるソウル駅駅から同市東大門区にある清凉里駅までを結ぶ、ソウル交通公社が運営する鉄道路線である。旧ソウルメトロ運営路線。

## 概要
首都圏電鉄1号線を構成する路線の一つ。韓国ではソウル地下鉄1号線と呼ばれている。
ラインカラーは紺色（2000年までは赤色だった）。正式名称ではないが、かつては鐘路線と呼ばれたことがある。
乗り入れ先の韓国鉄道公社（KORAIL）に合わせ左側通行となっている。韓国の都市鉄道などでは他に、盆唐線がある。
韓国最初の地下鉄である。

## 路線データ
- 路線距離：7.8km
- 軌間：1,435mm (標準軌)
- 駅数：10（起終点含む）
- 複線区間：全線
- 電化区間：全線（直流1500V・架線集電方式）
- 閉塞方式：ATS
- 車両基地：君子車両基地
- 地上区間：なし
- 走行方向：左側通行
- 最高速度 : 80km/h

## 沿革
- 1974年8月15日 - 清凉里駅～ソウル駅前駅（現：「ソウル駅」駅）間が開業[1]。同日京釜線水原駅までと京仁線全線、京元線城北駅（現・光云大駅）まで乗り入れを開始[2]。
- 1985年4月20日 - 京元線への乗り入れ区間を倉洞駅まで延長[3]。
- 1986年9月2日 - 京元線への乗り入れ区間を議政府駅まで延長。
- 1987年10月5日 - 京元線への乗り入れ区間を議政府北部駅（現・佳陵駅）まで延長。
- 2003年4月30日 - 京釜線への乗り入れ区間を餅店駅まで延長。
- 2005年1月20日 - 京釜線への乗り入れ区間を天安駅まで延長。
- 2005年12月21日 - 新設洞駅～東大門駅間に東廟前駅が開業。
- 2006年12月15日 - 京元線への乗り入れ区間を逍遥山駅まで延長。
- 2008年12月15日 - 長項線新昌駅まで乗り入れを開始。
- 2010年2月26日 - 餅店基地線西東灘駅まで乗り入れを開始。
- 2023年12月16日 - 京元線への乗り入れ区間を漣川駅まで延長。

## 運転
ソウル交通公社の車両は、京元線楊州駅・京仁線仁川駅・餅店基地線西東灘駅まで直通しており、また複々線区間では緩行線 （各駅停車）のみ運転している。

## 車両
使用する車両は以下の通り。

### 自局車両

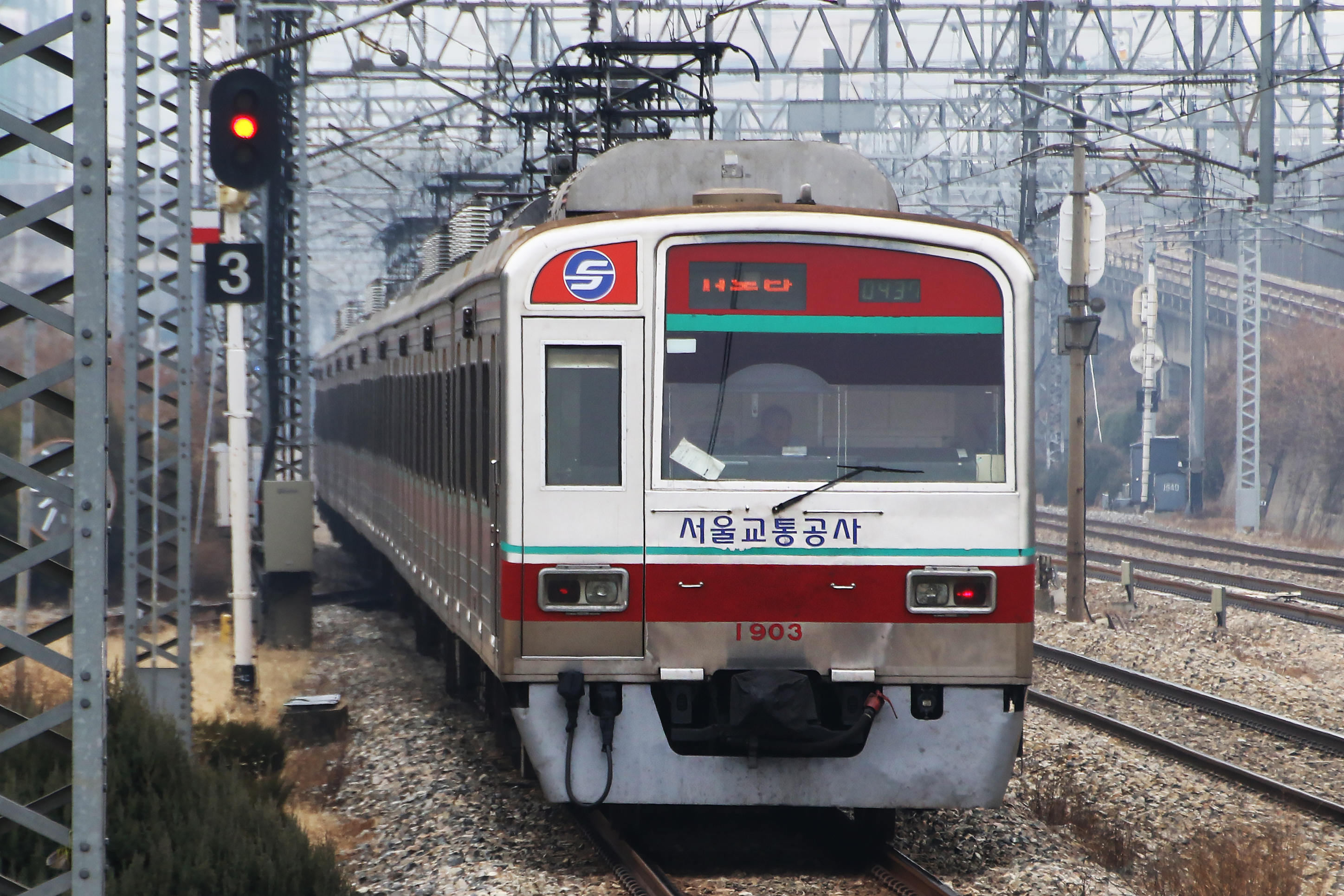
1000系
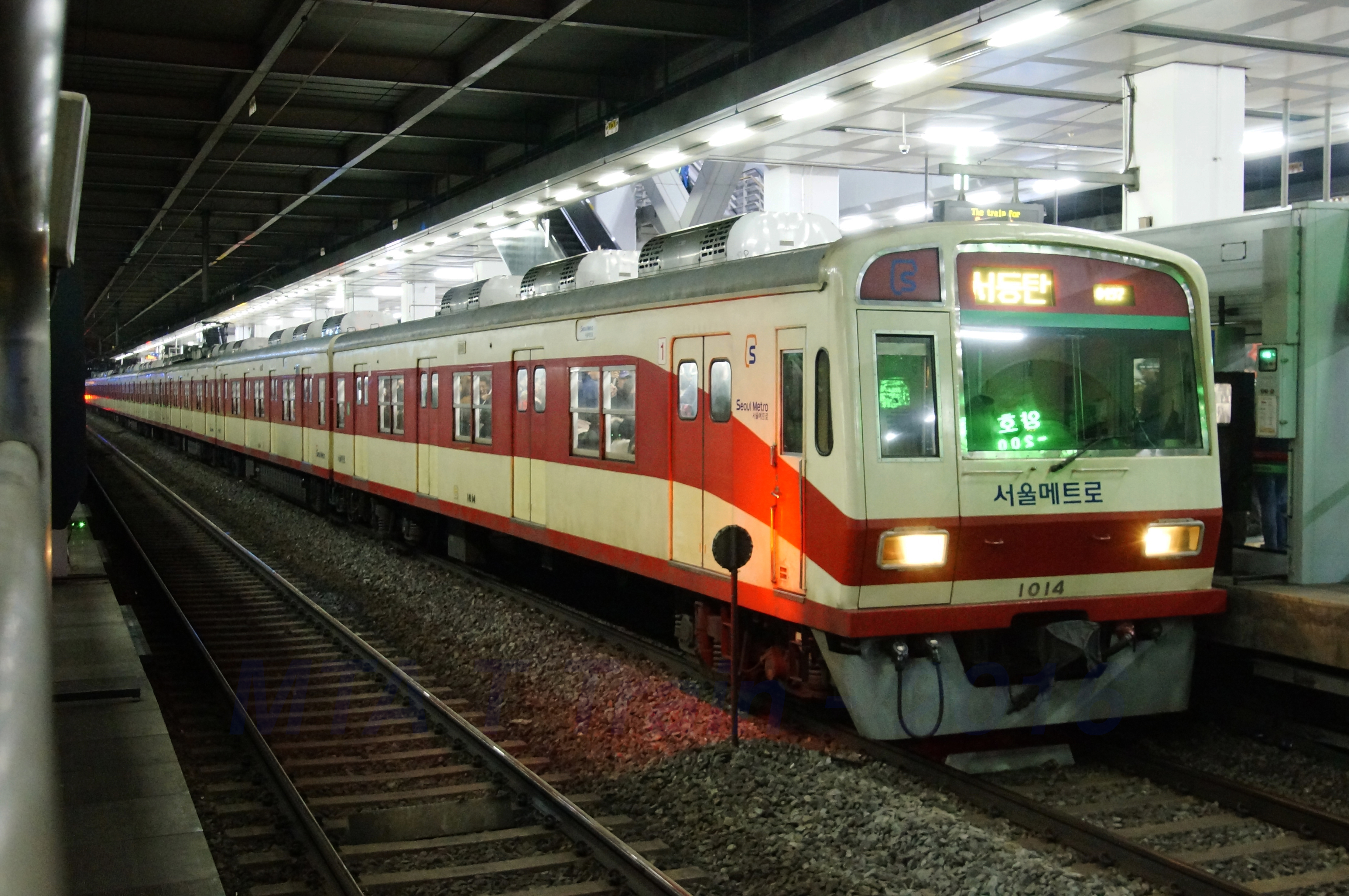
旧1000系

- 1000系
- 旧1000系

### 乗り入れ車両
韓国鉄道公社
- 311000系
  - 1世代（1996年 - ）
  - 2世代（2003年 - ）
  - 3世代（2005年 - ）
  - 4世代（2019年 - ）
  - 5世代（2022年 - ）
  - 6世代（2023年 - ）

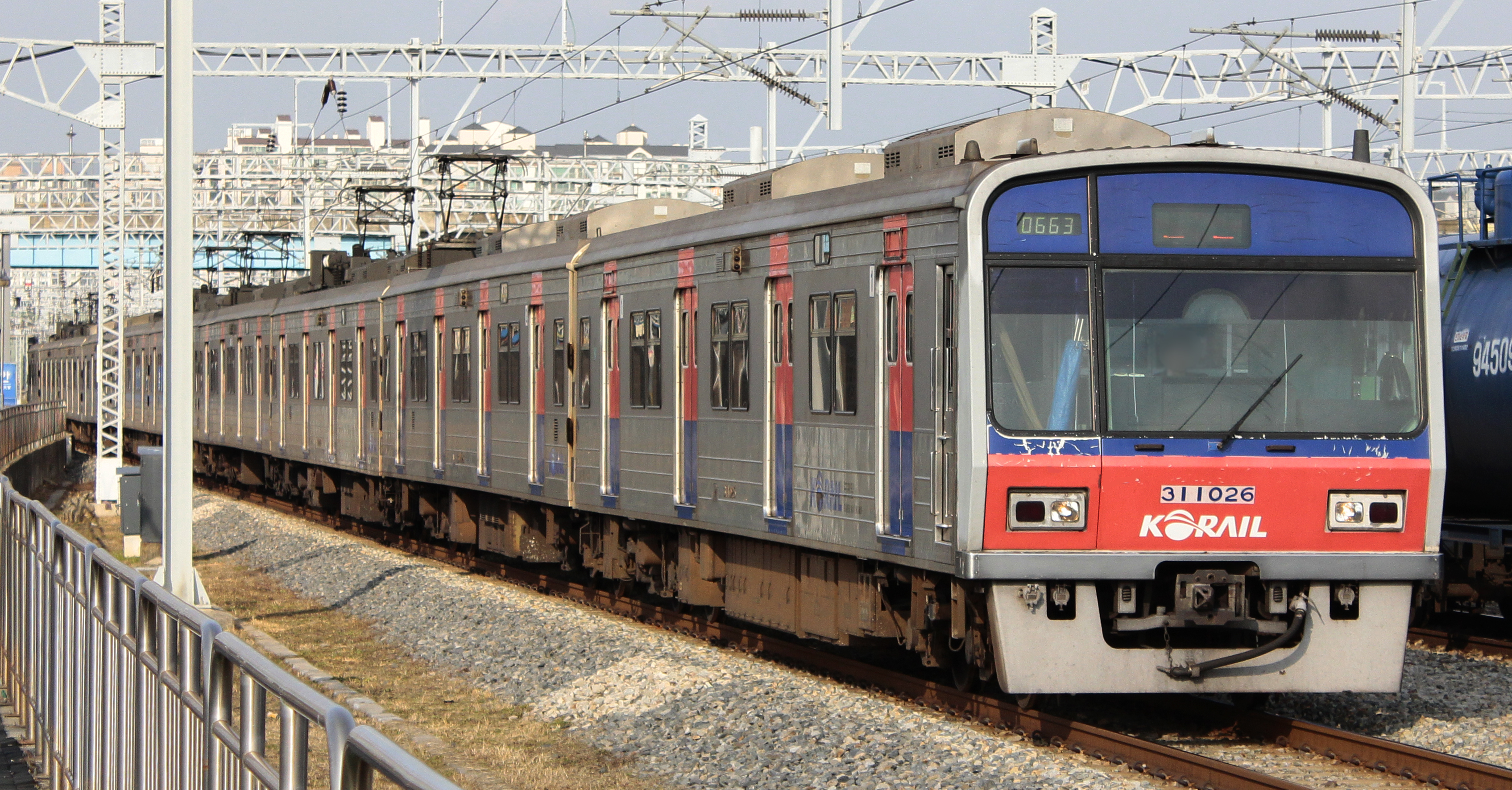
311000系1世代
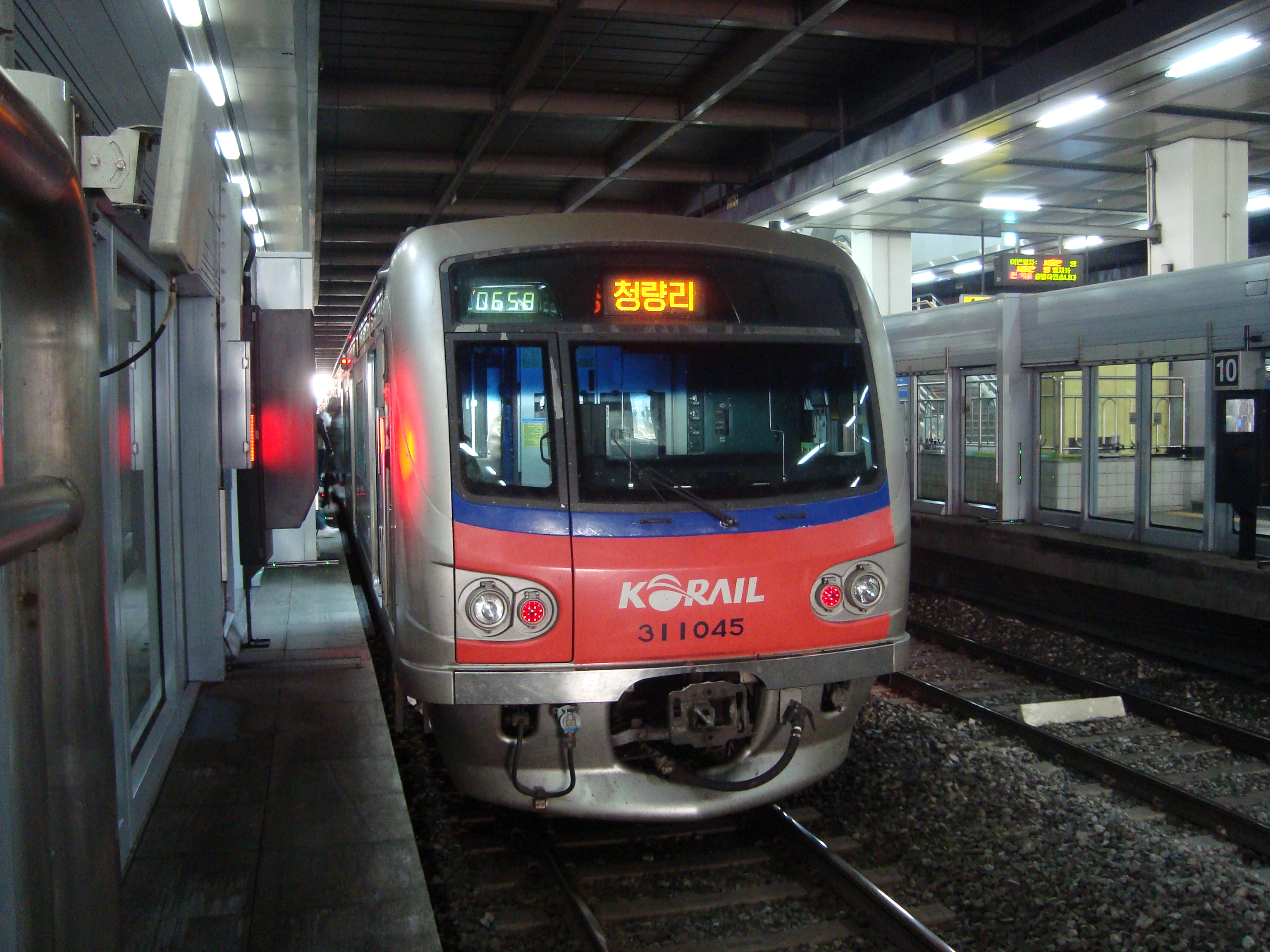
311000系2世代
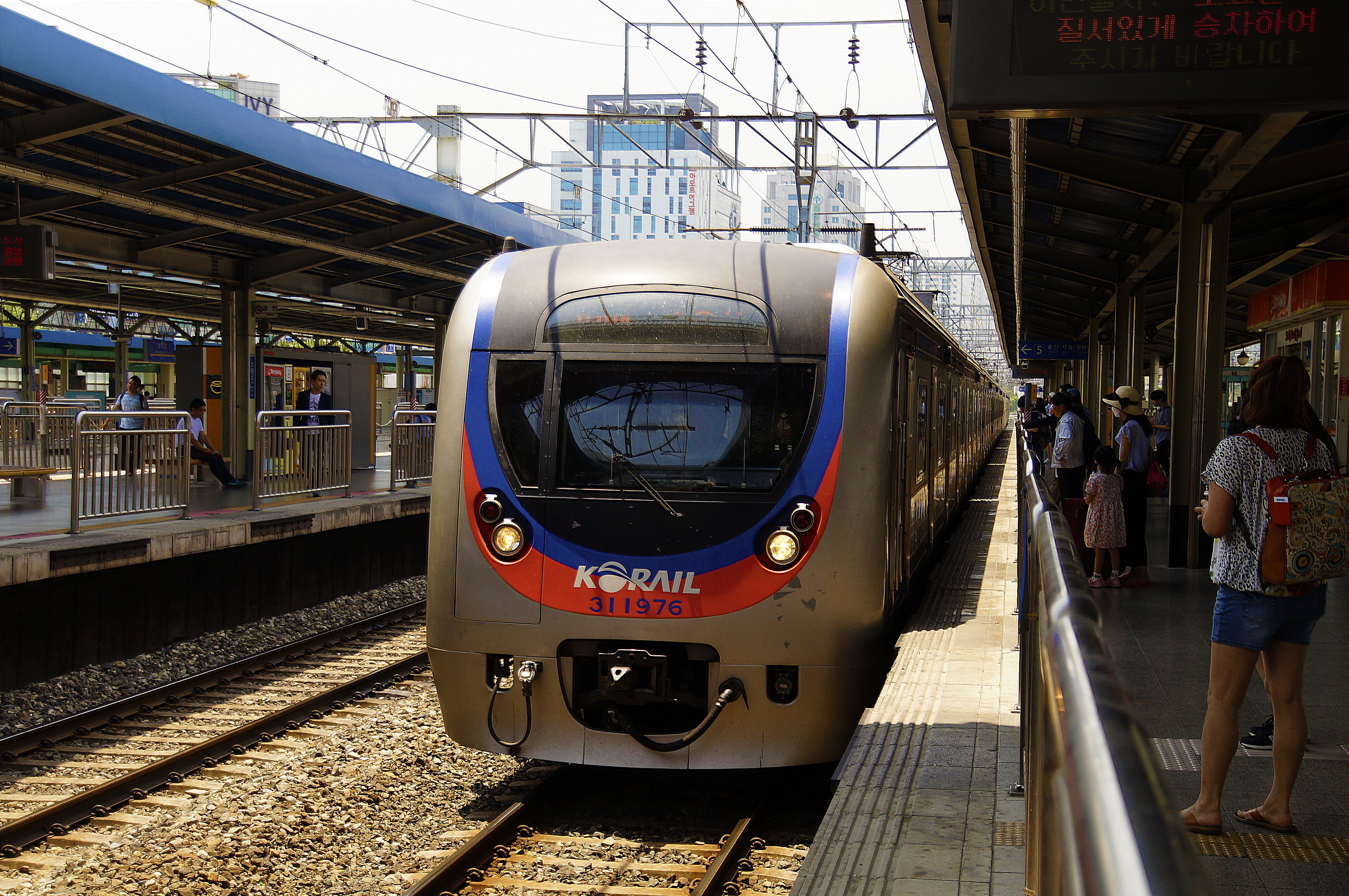
311000系3世代
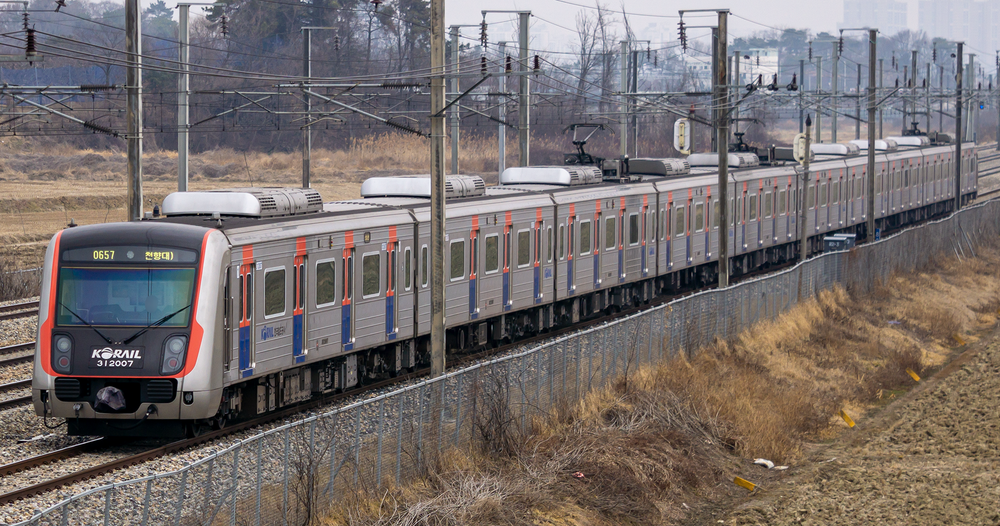
311000系4世代
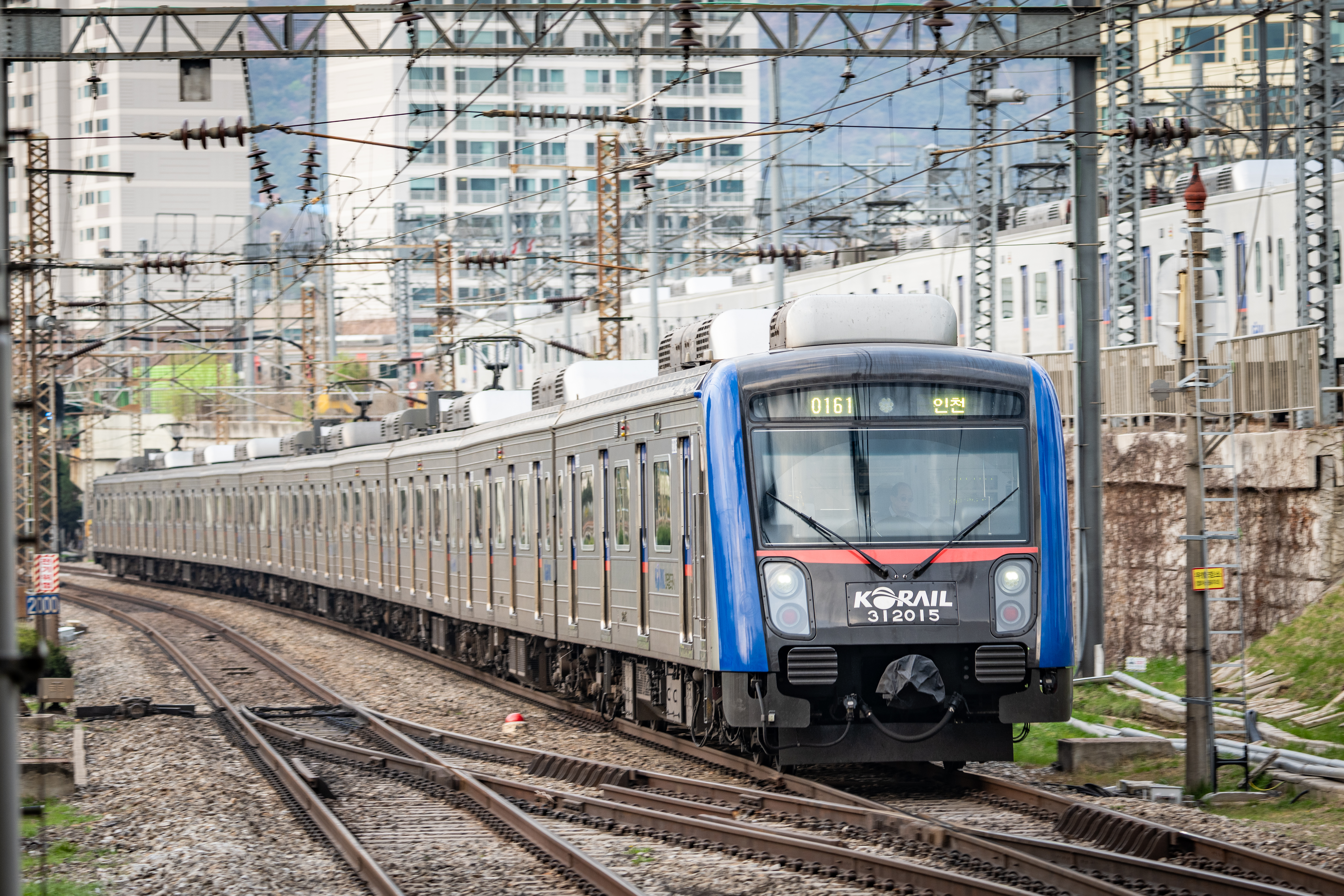
311000系5世代
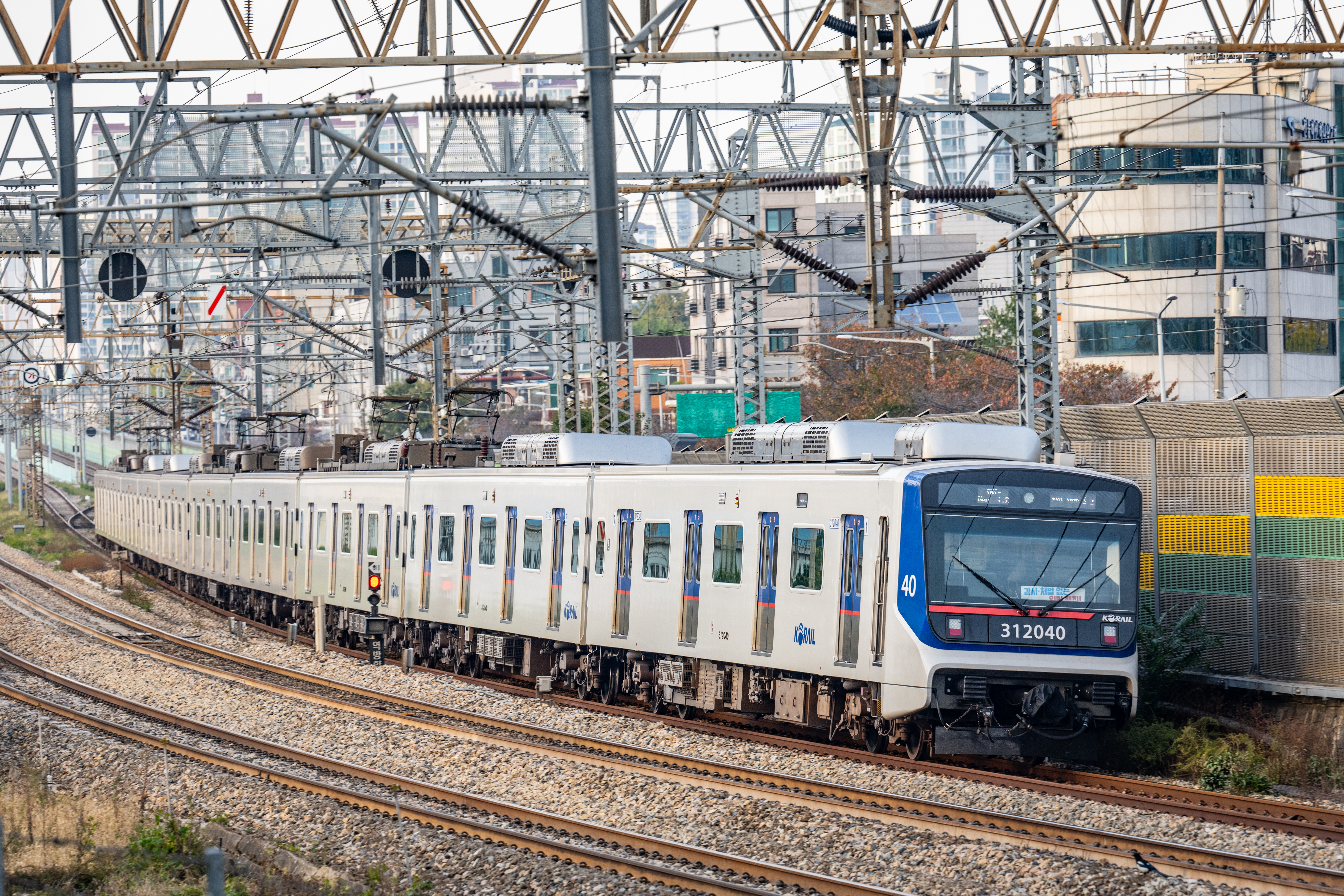
311000系6世代

### 過去の乗り入れ車両
- 1000系
  - 1世代（1974年 - 2004年）
  - 2世代（1986年 - 2017年）
  - 3世代（1994年 - 2020年）

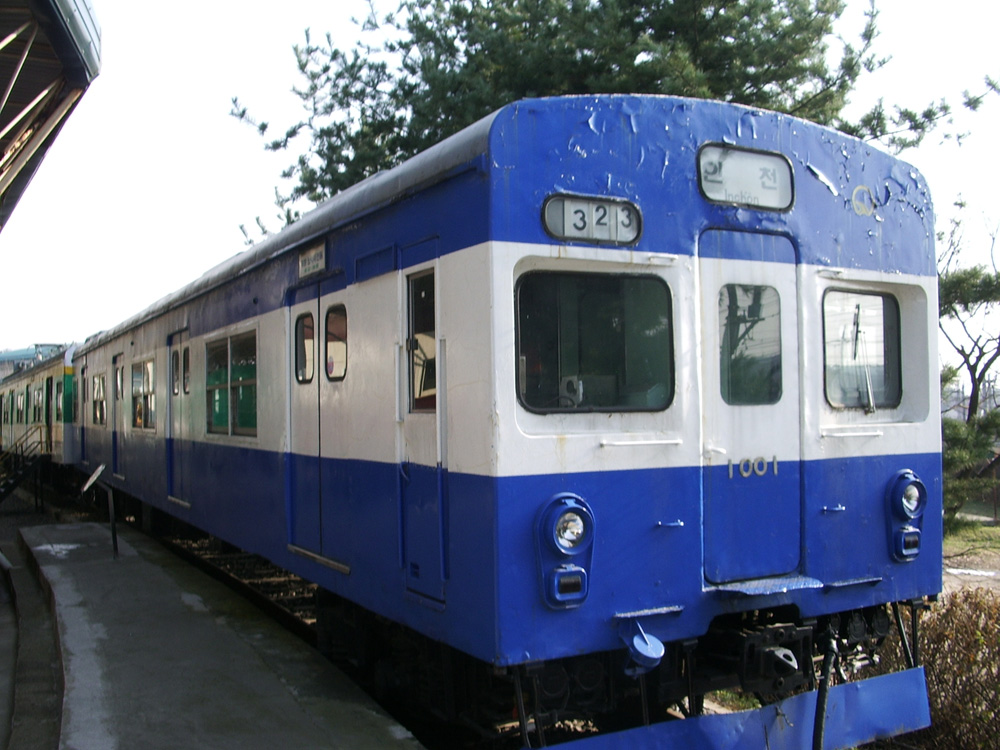
1000系1世代
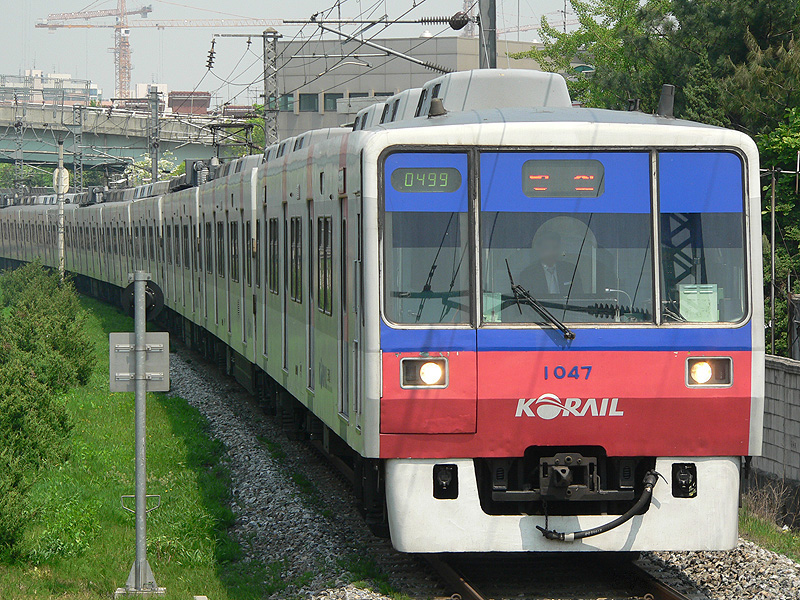
1000系2世代
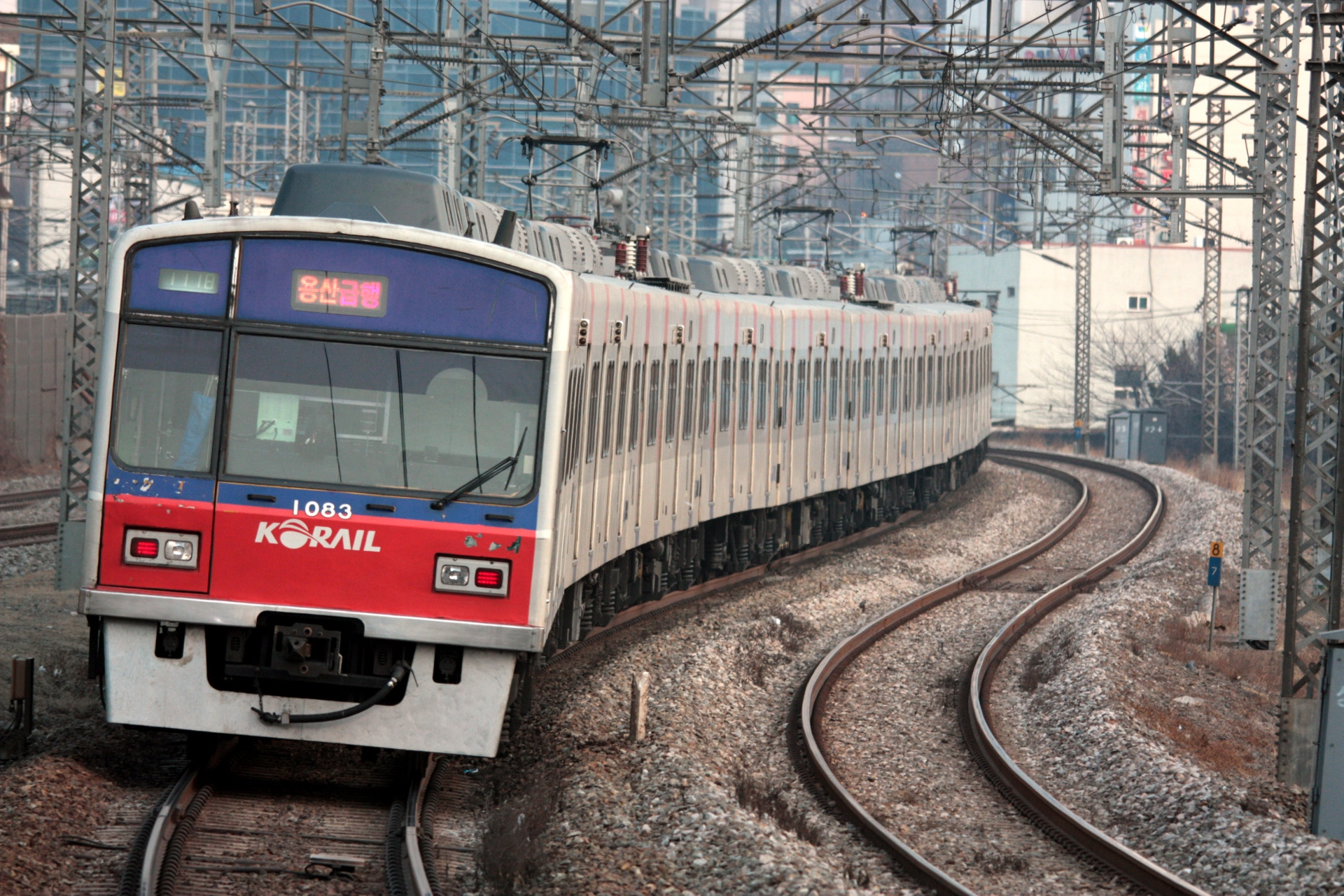
1000系3世代

乗り入れ先の韓国鉄道公社は交流電化を採用しているため、交直流両用の車両が使用される。

## 駅一覧
- 駅番号はKORAILからの通し番号になっている。
- 駅所在地は全線ソウル特別市内。

| 駅番号                                                                  | 駅名                            | 駅名                            | 駅名                            | 駅間 キロ (km)                  | 累計 キロ (km)                  | 接続路線 | 所在地                          |
| 駅番号                                                                  | 日本語                          | ハングル                        | 英語                            | 駅間 キロ (km)                  | 累計 キロ (km)                  | 接続路線 | 所在地                          |
| KORAIL 京元本線漣川まで直通運転                                         | KORAIL 京元本線漣川まで直通運転 | KORAIL 京元本線漣川まで直通運転 | KORAIL 京元本線漣川まで直通運転 | KORAIL 京元本線漣川まで直通運転 | KORAIL 京元本線漣川まで直通運転 | KORAIL 京元本線漣川まで直通運転                                                                                           | KORAIL 京元本線漣川まで直通運転 |
| ----------------------------------------------------------------------- | ------------------------------- | ------------------------------- | ------------------------------- | ------------------------------- | ------------------------------- | --- | ------------------------------- |
| 124                                                                     | 清凉里（ソウル市立大入口）駅    | 청량리（서울시립대입구）역      | Cheongnyangni (Univ. of Seoul)  | 0.0                             | 0.0                             | KORAIL 京元電鉄線 · 京義・中央線 · 京春線 (K117) · 首都圏電鉄水仁・盆唐線 (K209) · 中央本線（一般旅客列車）               | 東大門区                        |
| 125                                                                     | 祭基洞駅                        | 제기동역                        | Jegi-dong                       | 1.0                             | 1.0                             | | 東大門区                        |
| 126                                                                     | 新設洞駅                        | 신설동역                        | Sinseol-dong                    | 0.9                             | 1.9                             | ソウル交通公社2号線聖水支線 (211-4) · ソウル軽電鉄牛耳新設線 (S122)                                                       | 東大門区                        |
| 127                                                                     | 東廟前駅                        | 동묘앞역                        | Dongmyo                         | 0.7                             | 2.6                             | ソウル交通公社6号線 (636)                                                                                                 | 鐘路区                          |
| 128                                                                     | 東大門駅                        | 동대문역                        | Dongdaemun                      | 0.6                             | 3.2                             | ソウル交通公社4号線 (421)                                                                                                 | 鐘路区                          |
| 129                                                                     | 鐘路5街駅                       | 종로5가역                       | Jongno 5(o)-ga                  | 0.8                             | 4.0                             | | 鐘路区                          |
| 130                                                                     | 鐘路3街駅                       | 종로3가역                       | Jongno 3(sam)-ga                | 0.9                             | 4.9                             | ソウル交通公社3号線 (329） · ソウル交通公社5号線 (534)                                                                    | 鐘路区                          |
| 131                                                                     | 鐘閣駅                          | 종각역                          | Jonggak                         | 0.8                             | 5.7                             | | 鐘路区                          |
| 132                                                                     | 市庁駅                          | 시청역                          | City Hall                       | 1.0                             | 6.7                             | ソウル交通公社2号線 (201)                                                                                                 | 中区                            |
| 133                                                                     | ソウル駅駅                      | 서울역                          | Seoul Station                   | 1.1                             | 7.8                             | ソウル交通公社4号線 (426) · KORAIL 京釜線 · KORAIL 京義・中央線 (P313) · KTX京釜高速線・京釜本線 · 仁川国際空港鉄道 (A01) | 中区                            |
| KORAIL 京釜本線経由長項線新昌・餅店基地線西東灘・京仁線仁川まで直通運転 |                                 |                                 |                                 |                                 |                                 | |                                 |

## 日本の関与
日本の技術協力と円借款によって建設された。
朝鮮戦争の英雄であり、交通部長官に就任した白善燁が、日本の運輸大臣としてよど号ハイジャック事件対応への謝意を示して「なにかお手伝いできることがあれば申し付けてください」と申し入れてきた橋本登美三郎に対して援助を打診したことから、日韓合同のプロジェクトとなった。
1974年8月15日の光復節を期して開通記念式典が行われ、朴正煕大統領も出席して華々しく祝われるはずであったが、当日に文世光事件が発生してしまったため実現しなかった。
金炯旭によれば、地下鉄車両の導入に関わった三菱商事・丸紅・三井物産・日商岩井（現・双日）の日本商社連合から岸信介ほか日韓の実力者にリベートが支払われていたとされる。

## 日本統治時代に存在した地下鉄計画
かつての日本統治下でもほぼ同様の計画が存在していた。この最初の計画は1920年代に始まったとされる。当時の京城では、工業化が進展し人口が100万人を超え、電車とバスだけでは旅客輸送の限界に近づいていたため、私鉄の朝鮮鉄道や東京の資本家により設立された京城鉄道によって現在の1号線と同じ京城駅(現在のソウル駅)から清凉里駅の区間で計画が立てられた。1928年には「地下鉄中央線」として実際に出願がなされ、結果的に京城鉄道による建設として朝鮮総督府から認可が下りたものの、資金難で開通には至らなかった。1937年2月頃の時点では昭和15年(1940年)までの完成が目指されていたとされる。なおこの計画は日中戦争開戦による資材不足や韓国の独立のような混乱により白紙となっている。